# Torre di Ruggiero
Torre di Ruggiero ist eine italienische Stadt in der Provinz Catanzaro in Kalabrien mit 946 Einwohnern (Stand 31. Dezember 2023).

## Lage und Daten
Torre di Ruggiero liegt 56 km südwestlich von Catanzaro am Fuße des Monte Cucco. Die Nachbargemeinden sind Capistrano (VV), Cardinale, Chiaravalle Centrale, San Nicola da Crissa (VV), Simbario (VV) und Vallelonga (VV). Die Ortsteile sind Case Incenzo und Logge.

## Sehenswürdigkeiten
Sehenswert ist der historische Ortskern. Der Palazzo des Fürsten Filangieri stammt aus dem 18. Jahrhundert. In der Nähe des Ortes stehen zwei Ruinen ehemaliger basilianischer Klöster. Die Pfarrkirche Maria Santissima delle Grazie stürzte während des Erdbebens 1783 ein. Sie wurde 1858 wieder aufgebaut und ist heute eine Wallfahrtsstätte.